# Матео Јоргенсон
Матео Јоргенсон (енгл. Matteo Jorgenson; Волнат Крик, 1. јул 1999) амерички је бициклиста који тренутно вози за  ворлд тур тим — Визма—лејз а бајк. Освојио је два пута Париз—Ницу, док је по једном освојио Тур оф Оман и Дварс дор Фландерен.
Бициклизмом је почео да се бави од дјетињства, а током јуниорске каријере такмичио се у циклокросу, брском и друмском бициклизму, освојивши у све три дисциплине национално првенство за јуниоре у својој старосној категорији. Године 2019. прешао је у тим Шамбери, а затим у АГ2Р ла мондијал као стажер, али није дебитовао за тим. Године 2020. је прешао у Мовистар, са којим је 2021. возио своју прву гранд тур трку — Ђиро д’Италију и завршио је Париз—Ницу на осмом мјесту. Године 2022. возио је Тур де Франс по први пут, док је 2023. освојио Тур оф Оман, уз класификацију по поенима и класификацију за најбољег младог возача, а завршио је Тур де Романди на другом мјесту.
Године 2024. је прешао у тим Визма—лејз а бајк, са којим је током прве сезоне освојио Дварс дор Фландерен и Париз—Ницу, завршио је Критеријум ди Дофине на другом мјесту, а затим је завршио Тур де Франс на осмом мјесту. Године 2025. освојио је Париз—Ницу по други пут.

## Дјетињство и јуниорска каријера
Рођен је у Волнат Крику од оца Сема и мајке Чери, али су се његови родитељи преселили у Бојси док је био беба. Почео је да вози бицикл од малена, а најмањи бициклистичке за дјецу биле су му превелике. Његова шира породица је често ишла на турнеју бициклима у Европу, док је био мали мајка га је возила у приколици, а када је напунио пет година хтио је и сам да почне да вози, због чега су причврстили тагалонг приколицу за задњи дио бицикла његовог оца како би могао и он да окреће педале. Понекад би се десило да заспе у сједишту, мајка би покушавала да га премјести у возило за праћење како би спавао, али он није хтио, о чему је његова мајка касније изјавила да би морао да се смрзне да би напустио бицикл.
Заједно са шест година старијим братом Кристом почео је да вози за локални тим Развој младих возача Бојсија, који је био познат по скраћеници Бирдс. Прво је возио у брдском бициклизму, а затим је почео да вози и у друмском и у циклокросу, а за гријаче за ноге користио је гријаче за руке свог оца. У тиму је возио заједно са својим годиштем, гдје је највећи циљ током године било национално јуниорско првенство, које је први пут освојио 2010. у циклокросу у категорији за возаче од 10 до 12 година. Родитељи су га подстицали да се опроба у другим спортовима, као што су кошарка и фудбал, али га они нису занимали. Оба брата су неколико година тренирали алпско скијање, али би Матео увијек послије скијања узимао да вози бицикл. Током 2013. освојио је јуниорско првенство у вожњи на хронометар у категорији за возаче од 10 до 12 година, а 2014. је освојио крос-кантри првенство у категорији за возаче од 13 до 14 година. Увијек се угледао на брата, који је изабран у амерички национални тим за турнеју по Европи, на коју је и Матео хтио да иде али није могао јер је био доста млађи. Током трка се дешавало да падне и буде крвав, али би увијек настављао да вози, а његов отац је касније изјавио да му је јурење за братом помогло да буде издржљивији и упорнији. Био је одлучан и волио је да доноси одлуке сам, због чега се често сукобљавао са родитељима. Током јуниорске каријере возио је са возачима који су у том узрасту били велике звијезде, он се стално мучио да држи корак са њима, о чему је његов отац касније изјавио да он није био звијезда, али да једноставно није хтио да одустане.
Волио је да вози бицикл, али је сматрао да не може да постане професионалац. На јуниорском првенству 2015. упознао је Тобија Стентона који га је позвао да пређе у тим Хот тјубс, гдје су обично долазили најбољи јуниори у држави. Двије недеље касније отпутовао је са тимом у Европу, на јуниорску трку Тур оф Ирланд, јер је Стентон хтио да он стекне искуство вожње у групи. Јоргенсон никада раније није возио по уским улицама и није возио у групи гдје сви возе близу један другога, о чему је касније изјавио да је тада био још дијете, да је то био велики шок за њега и да се плашио. На трци је нападао рано или је одмах отпадао јер се плашио да вози у групи, али након што се прилагодио, остварио је једну етапну побједу, дошавши сам на циљ који је био на успону. Током 2016. тим је одржавао тренинг камп у Џорџији, гдје су возили кроз неке од истих путева на којима се возила трка Тур де Џорџија између 2003. и 2008. године. Јоргенсон је постављао нове рекорде на успонима, а Стентон је изјавио да је његова мана био превелики притисак и да је покушавао да му избаци самога себе из главе. На америчком јуниорском првенству 2017. највећи фаворит је био Брендон Макналти, који је напао како би достигао бјегунце и пратио га је Гејџ Хечт из тима Хот тјубс, након чега је и Јоргенсон напао и достигао их. Он је наставио да вози на челу у првој групи и помогао је Хечту да освоји првенство, а Стентон је касније изјавио да је то било први пут да је ишао толико брзо и да је то било због тога што није мислио на самога себе, већ је радио за другога.
Током последње сезоне у јуниорима није остварио запажене резултате, а пред крај 2017. отишао је са америчким јуниорским тимом у Европу и почео је да тражи тим за који ће да вози у категорији до 23 године. У тиму Хагенс Берман аксеон су га одбили јер нису имали довољно слободних мјеста, након чега је почео да шаље мејлове разним европским тимовима у којима им се представљао, а у мејлу би написао: „Зовем се Матео Јоргенсон и ја сам 18-годишњи Американац, такмичим се у својој последњој години као јуниор са тимом Хот тјубс сајклинг и америчким јуниорским националним програмом. Ја сам у Европи на припремама за Свјетско првенство и веома сам заинтересован да возим за вас 2018. Као дио репрезентације САД у последње четири године, имао сам прилику да живим и тркам се у Европи и у категорији до 17 година и као јуниор на Купу јуниорских нација. Трке у Европи су оно што развија возача да буде сјајан, и то је оно што ме је привукло вашем програму.“ Изјавио је да је сваког дана послије тренинга слао по три мејла, које је прилагођавао у зависности од тога шта тим очекује од возача и какав им је календар, истакавши да му је требало по сат времена на један мејл како би све детаљно истражио. Од сваког тима је добијао одговор да немају слободног мјеста, а касније је изјавио да тимови из Европе не желе да ризикују са непознатим америчким бициклистима, јер он им шаље податке са трка за које никад нису чули, гдје се такмичио против возача за које такође никад нису чули. Ступио је у контакт са Денијем ван Хаутем из тима Џели бели максис, који му је понудио мјесто у тиму за 2018. иако га није знао и договорили су се да Јоргенсон вози први дио сезоне за амерички јуниорски тим у Европи, а да након тога дође у тимски камп. На трци Роне—алпс изере завршио је на деветом мјесту у генералном пласману, 27 секунди иза побједника, а испред бројних возача тима Шамбери, развојног тима за ворлд тур тим АГ2Р ла мондијал и одмах након трке послао је мејл тиму како би се представио, а они су му тражили да им пошаље своје податке са трке. Двије недеље касније, на трци Ронде де л’Исар, пришао је тренеру Шамберија са којим је разговарао, а затим је размјењивао мејлове са директором, који му је понудио мјесто у тиму за сезону 2019. Изјавио је да је имао среће јер је амерички програм за возаче до 23 године смањио буџет и ограничио путовање по Европи и да би, да је остао у САД, то била изгубљена година за њега.
Зиму 2018. провео је кући у Бојсију, гдје је ступио у контакт са британским и америчким возачима који су били у тиму али се нису задржали и сви су му рекли да неће остати у тиму ако не зна француски. Учење језика му је постало приоритет, планирао је да остане у тиму годину дана а ако не буде напредовао да се врати у САД. У Француску је стигао почетком фебруара, а на првој трци у сезони, завршио је Трофео Едил у Италији на четвртом мјесту, након чега се борио за побједу на етапној трци Ронде де л’Исар, коју је завршио на четвртом мјесту у генералном пласману, скоро два минута иза Андрее Бађиолија, као најбоље пласирани возач Шамберија. Поред самосталног учења језика, тим га је слао у школу током прољећа, сваког дана од 09:00 до 12:00 часова, а када је савладао језик почео је да добија више прилика. На Париз—Рубеу за возаче до 23 године је пао на одлучујем сектору, а диск кочнице су му подерале кожу на нози до костију, због чега је морао да се оперише и морао је да одсуствује дуже вријеме, а није знао да ли ће моћи да вози Тур де л’Авенир, што му је био највећи циљ у сезони. Доктори са којима је разговарао су му рекли да ће му се нога опоравити на вријеме и рекао је селектору америчког националног тима да рачуна на њега за трку. Послије мјесец дана почео је да тренира интензивније, а затим је почео да се припрема за трку са америчким тимом, гдје је циљ прве недеље припрема био да вози шта хоће али максимум 15 сати за недељу дана. Током друге недеље тренинг је повећан на 22 сата темпа и постепено је почео да се враћа у форму и добио је мјесто у тиму за Тур де л’Авенир. На екипом хронометру на другој етапи, амерички тим је изгубио два минута, након чега је Јоргенсон на трећој етапи отпао на последњем успону и изгубио је још 20 секунди у односу на друге фаворите. Сматрао је да је његов лош резултат повезан са врућином; на петој етапи је падала киша, возачи су нападали на успону, што је он пратио и у водећој групи је остало око 30 возача, међу којима су били многи возачи из врха генералног пласмана. Они су чекали тимске аутомобиле како би узели воду и јакне, када је Јоргенсон напао, на преко 100 km до циља, што су пратила три возача. На 3  до циља, Бен Хили је напао и стекао је десет секунди предности, а Јоргенсон је напао на километар до циља у покушају да га достигне, али га је Мортен Хулгард пратио, а затим обишао и завршио је на трећем мјесту, пет секунди иза Хилија и дошао је на 11 мјесто у генералном пласману, минут и 20 секунди иза Симона Гиљелмија. На шестој етапи, поново је пратио нападе и завршио је на трећем мјесту, секунду иза Стефана Бисежера и Кејдена Гроувса, захваљујући чему је дошао на шесто мјесто у генералном пласману, 34 секунде иза Ђованија Алеотија који је преузео лидерску мајицу. На седмој етапи је изашао на чело на претпоследњем успону и у групи је остало око десетак возача; завршио је на шестом мјесту, у групи која је дошла два минута иза бјегунаца и дошао је на пето мјесто у генералном пласману, минут и 19 секунди иза Маурија Вансевенанта који је преузео лидерску мајицу из бијега. На осмој етапи, чији је циљ био на успону Кол де ла Лоз, Клемен Шампузен је напао на 7  до циља, што су пратили возачи из Колумбије и Француске, док су Јоргенсон и Тобијас Фос возили на темпо, пратећи на монитору да не пређу изнад својих могућности. На 3  до циља заостајао је два минута иза Шампузена, који је затим посустао и Јоргенсон га је скоро достигао. Етапу је завршио на четвртом мјесту, 36 секунди иза Александера Еванса и дошао је на друго мјесто у генералном пласману, 23 секунде иза Фоса и преузео је мајицу за лидера класификације по поенима. На деветој етапи, било му је тешко већ на првом успону, откуцаји срца су му били високи, узео је из тима боцу воде и полио се по глави али му није помогло. На последњем успону је отпао од групе, једва се кретао, а затим су почели да га достижу и одлазе од њега возачи који су раније били отпали, а који су га гледали зачуђено када су пролазили поред њега. Завршио је 18 минута иза Атиле Валтера који је побиједио на етапи и испао је из борбе за генерални пласман. Био је и даље лидер класификације по поенима, због чега су га чекали лидери осталих класификација како би се обавила церемонија на подијуму, а након што је завршио етапу плакао је. На последњој, десетој етапи, поново је отпао на последњем успону и трку је завршио на 17 мјесту у генералном пласману, скоро 30 минута иза Фоса. Фос је на етапи узео један поен и изједначио се са Јоргенсоном у класификацији по поенима, али пошто ниједну етапу није завршио у првих три, Јоргенсон је освојио класификацију јер је двије етапе завршио на трећем мјесту.
Крајем сезоне, АГ2Р ла мондијал му је понудио да буде стажер и потписао је стажерски уговор са тимом, али нису могли да му понуде да вози ништа од трка које су преостале у календару у којима су учествовали. Контактирали су га из Мовистара и рекли су му да траже некога коме је удобно да живи у Европи и ко зна језик, на шта им је он одговорио да већ живи у Француској и да зна француски. Мовистар му је понудио уговор за сезону 2020. док АГ2Р ла мондијал није могао да му да јаку понуду и одабрао је да потпише уговор са Мовистаром, након чега је АГ2Р ла мондијал раскинуо стажерски уговор који је претходно потписао.

## Професионална каријера

### 2020.
Године 2020. потписао је двогодишњи уговор са тимом Мовистар. Сезону је почео на Тур де Колумбија трци, коју је завршио на 95 мјесту у генералном пласману, 28 минута иза Серхиа Игите. Возио је Омлоп хет Нијувсблад, гдје је био у бијегу заједно са сувозачем Луисом Масом и још три возача. Имали су седам минута предности а након што је достигнут и након што је отпао од групе, одлучио је да напусти трку. Три дана касније возио је Кирн—Брисел—Кирн, који је завршио на 23 мјесту у спринту групе која је дошла на циљ три секунде иза Каспера Асгрена. Због пандемије ковида 19 у марту је прекинута читава сезона у бициклизму, а трке су или одложене или отказане,
Након што је сезона настављена у августу, возио је Страде Бјанке који није завршио, а недељу дана касније возио је Милано—Санремо, свој први монументални класик. Након напада на успону Пођо ди Санремо, Ваут ван Арт и Жилијен Алафилип су се издвојили, возили су заједно до циља а у спринту је побиједио Ван Арт, док је Јоргенсон завршио на 17 мјесту, у групи која је дошла на циљ двије секунде иза. У септембру је возио Тирено—Адријатико, који је завршио на 48 мјесту у генералном пласману. На крају сезоне возио је арденске класике, завршивши Флеш Валон на 32 мјесту, 35 секунди иза Марка Иршија, а затим је Лијеж—Бастоњ—Лијеж завршио на 45 мјесту, минут и по иза Приможа Роглича. На крају сезоне продужио је уговор са тимом до краја 2023. године.

### 2021.
Сезону 2021. почео је на Тур де ла Провенс трци, коју је завршио на 14 мјесту у генералном пласману, минут и по иза Ивана Сосе, као и на шестом мјесту у класификацији за најбољег младог возача. Почетком марта је возио Париз—Ницу, гдје је након прве двије етапе по равном, хронометар на трећој етапи завршио на 23 мјесту, 27 секунди иза Бисежера. На четвртој етапи, Роглич је напао на последњем успону, на 3  до циља и остварио је соло побједу, док је Јоргенсон завршио на 16 мјесту, 24 секунде иза и дошао је на шесто мјесто у генералном пласману. На шестој етапи, чији је циљ био на благом успону, Роглич је напао на 300 метара до циља и побиједио је, док је Јоргенсон завршио у групи, са истим временом, али је дошао на пето мјесто у генералном пласману, након што је Макналти напустио трку. На седмој етапи, отпао је на последњем успону, када је тим Јумбо—визма радио на челу групе. Завршио је преко минут иза Роглича и пао је на десето мјесто у генералном пласману, два минута и 20 секунди иза Роглича. На последњој, осмој етапи, Роглич је због више падове изгубио вријеме, Стивен Кројсвајк је остао да ради за њега, због чега је такође изгубио вријеме, док је Јоргенсон завршио на осмом мјесту у спринту групе у којој је Магнус Корт Нилсен побиједио и трку је завршио на осмом мјесту у генералном пласману, минут и по иза Максимилијана Шахмана. Сезону је наставио на Сетимана интернационале ди Копи е Бартали, коју је завршио на 30 мјесту у генералном пласману, преко шест минута иза Јонаса Вингегора. Возио је арденске класике, али је на Флеш Валону отпао рано и завршио је преко шест минута иза Алафилипа, док је Лијеж—Бастоњ—Лијеж завршио у великој групи која је дошла на циљ три минута иза прве групе, у којој је Тадеј Погачар побиједио у спринту.
У мају је возио Ђиро д’Италију по први пут, а то је такође била прва гранд тур трка коју је возио. Било је планирано да ради за Марка Солера, као и да се бори за побједе на појединим етапама, да се не бори за генерални пласман, јер су из тима процијенили да је боље да неке етапе вози лагано. Хронометар на отварању завршио је на 34 мјесту, 36 секунди иза Филипа Гане, а на четвртој етапи изгубио је 23 минута. На етапи 17 био је у бијегу заједно са још 18 возача, одакле је отпао на успону Пасо сан Валентино, а затим је отпао и од главне групе и завршио је 36 минута иза Данијела Мартина, који је био са њим у бијегу. У бијегу је био поново на етапи 20, заједно са још шест возача, али је отпао на успону на 78 km до циља, када су напали Луис Верваке и Феликс Гросшартнер, а затим је отпао и од главне групе и завршио је 25 минута иза Дамијана Каруза који је остварио соло побједу. Хронометар на последњој, етапи 21, завршио је на 36 мјесту, два минута и 20 секунди иза Гане и трку је завршио на 98 мјесту у генералном пласману, преко четири сата иза Егана Бернала. Крајем августа возио је Тур де Полоње, гдје је на последњој, седмој етапи, отишао у бијег заједно са још тројицом возача. Вожен је само један успон треће категорије на почетку етапе, а до краја је 120 km вожено по равном. Они су возили заједно до краја и стигли су на циљ три секунде испред групе, а у спринту је завршио на трећем мјесту, иза Јулијуса ван ден Берга и Алексиса Ренара.
Крајем августа возио је Дојчланд тур, који је завршио на 26 мјесту у генералном пласману, 46 секунди иза Нилса Полита. Сезону је наставио на Тур оф Бритејн трци, гдје је на седмој етапи отишао у бијег послије десет километара, заједно са још девет возача, али су неки возачи отпали, а пошто је Јоргенсон заостајао пет минута у генералном пласману, остали возачи из бијега су сматрали да је то мало и да ће их група јурити због њега. Отпао је када су бјегунци појачали темпо али се вратио до њих, због чега му је Метју Гибсон гестикулирао руком. Стекли су седам минута предности и Јоргенсон је био виртуелни лидер трке, због чега је Ричи Порт радио у главној групи за Итана Хејтера, како би смањили предност бјегунаца. На 8,4 km до циља, Ив Лампар је напао, што је Јоргенсон пратио и наставили су да раде заједно, а на 5,2 km до циља Гибсон их је достигао. Јоргенсон је неколико пута нападао, али није могао да се одвоји и у спринту је завршио на другом мјесту, иза Лампара. Трку је завршио на 19 мјесту у генералном пласману, три минута иза Ваута ван Арта. Изабран је у тим Сједињених Држава за друмску трку на Свјетском првенству, заједно са Макналтијем и Нилсоном Паулесом између осталих, али није завршио трку. На крају сезоне, у октобру је возио Париз—Рубе, који је био помјеран са априла на октобар због пандемије ковида 19. Био је у бијегу заједно са још 30 возача, међу којима је био и његов сувозач Иманол Ервити. На 70 km до циља је отпао и завршио је на 65 мјесту, 16 минута иза Сонија Колбрелија. Послије трке изјавио је да му је радио престао да ради већ у првим километрима, да га је мучио стомак, због чега је морао да направи паузу два пута и током прва четири сата је јео само гелове, али је истакао да је срећан што је завршио у временском лимиту.

### 2022.
Сезону 2022. почео је на класицима у Шпанији, гдје је Трофео Калвиа завршио на трећем мјесту, три минута иза Макналтија, након што је радио у групи за Алехандра Валвердеа, а затим отпао од ње. Почетком фебруара возио је Тур де ла Провенс трку, гдје је пролог на отварању завршио на 16 мјесту, 23 секунде иза Гане. На првој етапи, група се раздвојила на 75 km до циља због јаког вјетра; у првој групи је било 27 возача, међу којима је био и Јоргенсон. Маћјеј Боднар је напао на 7,7 km до циља, а достигнут је у последња два километра када је Гана изашао на чело. Након напада у последњем километру, неки возачи су отпали, у спринту је завршио на деветом мјесту и дошао је на седмо мјесто у генералном пласману, 21 секунду иза Гане. На другој етапи, Кофидис је радећи за Брајана Кокара напао са три возача на успону на 31 km до циља, како би други спринтери отпали, али их је група достигла. На 2 km до циља је достигнут Алексис Гужар који је био у бијегу, након чега је Пјер Лук Перишон напао. Он је достигнут на 500 метара до циља, Пјер Латур је почео рано да спринта, што су одмах пратили Кокар, Алафилип и Гана, а неки возачи су отпали. Кокар је побиједио, док је Јоргенсон завршио на осмом мјесту, у истом времену и дошао је на шесто мјесто у генералном пласману, прескочивши Илана ван Вилдера. На последњој, трећој етапи, Наиро Кинтана је напао на последњем успону, на 3  до циља, што је одмах пратио Алафилип. За њима су кренули Соса и Емануел Гебрегзабијер, а Јоргенсон је остао у групи иза, возећи на зачељу јер је Соса био испред. Кинтана је отишао од Алафилипа, којег је затим достигао Соса и отишао од њега. Кинтана је побиједио на етапи, а Матијас Скјелмосе је напао на 500 метара до циља, што је пратио Јоргенсон. Они су престигли Сосу, Скјелмосе је завршио на другом, а Јоргенсон на трећем мјесту и трку је завршио на четвртом мјесту у генералном пласману, 36 секунди иза Кинтане, девет иза Алафилипа и двије секунде иза Скјелмосеа. Сезону је наставио на Париз—Ници, гдје су на првој етапи, на 5 km до циља напали Лапорт, Ван Арт и Роглич из тима Јумбо—визма и завршили су 22 секунде испред главне групе, у којој је завршио Јоргенсон. На другој етапи, група се раздвојила због вјетра на 57 km до циља, а Јоргенсон је са сувозачима остао у другој групи. Они су смањили заостатак у последњих 20 километара на 20 секунди, али је до краја њихов заостатак растао и завршили су минут и по иза прве групе. На трећој етапи је поново отпао из групе и завршио је преко три минута иза. На петој етапи је отишао у бијег, заједно са још девет возача, одакле је Макналти напао на последњем успону, на око 40  до циља и стекао је минут предности до врха успона, на 33 km до циља, док су Јоргенсон и Френк Бонамур кренули у потјеру за њим и одвојили се од других возача. Они су радили заједно до краја, али се предност Макналтија повећавала; Макналти је побиједио на етапи, док је Јоргенсон завршио на трећем мјесту, два минута иза, изгубивши од Бонамура у спринту за друго мјесто, а захваљујући времену које је надокнадио испред главне групе, дошао је на 14 мјесто у генералном пласману и преузео је бијелу мајицу, за лидера класификације за најбољег младог возача. На седмој етапи, отпао је на последњем успону, на 7 km до циља, након што је Адам Јејтс напао и завршио је преко седам минута иза Роглича, због чега је изгубио бијелу мајицу, а затим је напустио трку прије почетка последње, осме етапе. Није се такмичио два мјесеца и пропустио је Ђиро д’Италију, а касније је објављено да се повриједио када је нагло скренуо са бициклом док му је нога још била на педали, што је створило велики притисак на тетиву и покидао је, а затим је кидао све више настављајући да окреће педале.
Крајем маја возио је Меркан тур Алпс—маритимес класик, гдје је усљед јаког темпа који је диктирао тим Групама—ФДЈ у првој групи остало 14 возача на 27 km до циља. У последњих осам километара у групи је остало десет возача. На 7 km до циља је Мајкл Вудс напао и Јоргенсон је отпао заједно са Луисом Мејнтџенсом, који је затим отишао од њега. Смањио је заостатак, али је након тога Јакоб Фуглсанг напао и предност је поново порасла. До краја је возио сам, на темпо и завршио је на седмом мјесту, два минута иза Фуглсанга. Сезону је наставио на Критеријуму ди Дофине. Циљ треће етапе био је на успону, на циљ је дошла група од 27 возача, побиједио је Давид Году испред Ван Арта, док је Јоргенсон завршио на деветом мјесту и дошао је на пето мјесто у генералном пласману, 16 секунди иза Ван Арта. Хронометар на четвртој етапи завршио је на 11 мјесту, преко минут и по иза Гане и Ван Арта и пао је на девето мјесто у генералном пласману. Шесту етапу је завршио у групи која је дошла на циљ 32 секунде иза бјегунаца, али је дошао на седмо мјесто у генералном пласману, јер је Хуан Ајусо напустио трку. На седмој етапи, Вингегор је изашао да ради на чело групе за Роглича на 3 km до циља и Јоргенсон је отпао, до краја је возио заједно са Патриком Конрадом и завршио је минут иза Роглича, али је остао на осмом мјесту у генералном пласману. На последњој, осмој етапи, тим Јумбо—визма је радио на челу групе на последњем успону, Јоргенсон није могао да прати темпо и отпао је на 9 km до циља. Етапу је завршио скоро пет минута иза Вингегора и Роглича и трку је завршио на 13 мјесту у генералном пласману, седам минута иза Роглича и на трећем мјесту у класификацији за најбољег младог возача, иза Тобијаса Халанд Јоханесена и Макналтија. У јулу је возио Тур де Франс по први пут, а у састав тима је ушао након што је морао да прескочи Ђиро д’Италију због покидане тетиве кољена. Било је планирано да ради за Енрика Маса, који се борио за генерални пласман. Хронометар на отварању завршио је на 42 мјесту, 47 секунди иза Лампара који је побиједио и узео прву жуту мајицу, док је на трећој етапи завршио 39 секунди иза велике групе у којој је Дилан Груневеген побиједио у спринту. На петој етапи су вожене секције калдрме и завршио је два минута иза групе. У наставку је губио вријеме, а на десетој етапи је отишао у бијег, заједно са још 25 возача. Алберто Бетиол је напао на 43 km до циља, али су на 36 km до циља протестанти за климатске промјене блокирали пут, тако што су се везали ланцима, легли на улицу и запалили црвене бакље, због чега су сви морали да се зауставе док их организатори не склоне. Након што је етапа настављена, Иго Офстетер је напао у потјери за Бетиолом, али је достигнут. Из групе су затим напали Бенжемен Томас, Фред Рајт и Џорџ Цимерман, који су стигли до Бетиола, а иза њих је Јоргенсон радио у групи од четири возача како би их достигао. Групе су се спојиле, након чега је Луис Леон Санчез напао на 3 km до циља, а Јоргенсон и Нико Шулц су кренули за њим. Они су достигли Санчеза, а затим их је достигао Магнус Корт Нилсен у последњем километру. У последњих 300 метара почели су да спринтају, није учествовао у спринту, возио је лагано и завршио је на четвртом мјесту, осам секунди иза. На етапи 13 је пратио нападе и отишао у бијег на почетку заједно са Ганом и Кингом, а затим су их достигла још четири возача. Симонс је отпао из бијега на 40 km до циља; Мадс Педерсен је напао на 12,4 km до циља а достигли су га Иго Ул и Рајт, док су Јоргенсон, Кинг и Гана, који су први напали на етапи, остали иза. До краја се њихов заостатак само повећавао и завршио је на петом мјесту, иза Кинга, 30 секунди иза прве групе у којој је Педерсен побиједио у спринту. У бијег је отишао и на етапи 16, гдје је Ул напао на спусту са претпоследњег успона и стекао предност. Иза њега су ишли Јоргенсон и Вудс, али је Јоргенсон пао на 8  до циља. Успио је да се врати до Вудса, достигао их је и Валентен Мадуа, а у финишу није имао снаге да спринта и завршио је на четвртом мјесту, минут и 12 секунди иза Ула. До краја трке није ишао у бијег и Тур је првобитно завршио на 21 мјесту у генералном пласману, сат и 34 минута иза Вингегора, али су Кинтани поништени резултати због допинга и завршио је на 20 мјесту.
Почетком септембра је возио Тур оф Бритејн, али је напустио прије почетка четврте етапе. Сезону је наставио на класицима у Италији, гдје је Ђиро дела Тоскану завршио на 36 мјесту од 38 возача колико их је завршило, скоро седам минута иза Иршија, а затим је возио Копа Агостини, гдје се на 40 km до циља издвојила група од девет возача, из које је Шурд Бакс побиједио у спринту, док је Јоргенсон завршио на 20 мјесту, у групи која је дошла на циљ скоро два минута иза. Дана 6. октобра возио је Гран Пијемонте, гдје је отишао у бијег заједно са још три возача; двојица су отпала на 60 km до циља, а Јоргенсон и Камил Малецки су достигнути на 31 km до циља, након чега је отпао од групе и завршио је на 34 мјесту, минут и 20 секунди иза групе гдје је његов сувозач Иван Гарсија Кортина побиједио у спринту. Пет дана касније стартовао је Тур де Лангкави, гдје је радио за Сосу и завршио је на 19 мјесту у генералном пласману, шест минута иза Сосе који је освојио трку. Послије трке завршио је сезону, а то је била последња трка у сезони за цијели тим.

### 2023.
Сезону 2023. почео је на Мускат класику у Оману, гдје је завршио на 12 мјесту у спринту, у којем је побиједио Јенте Бирманс. Дан касније стартовао је Тур оф Оман трку, гдје је на другој етапи Хесус Ерада напао на 300 метара до циља, за њим су кренули Максим ван Гилс, Дијего Улиси, Јоргенсон и Вансевенант. Ерада је побиједио, док је Јоргенсон завршио на четвртом мјесту, у истом времену, а завршили су три секунде испред Алексеја Луценка, као и пет секунди испред веће групе возача и дошао је на пето мјесто у генералном пласману. На трећој етапи је напао у последњем километру, кренули су да њим Вансевенант, Жофре Бушар и Кристијан Родригез, али је задржао предност и побиједио је секунду испред Вансевенанта, чиме је остварио прву побједу у каријери, а захваљујући секундама бонификације преузео је лидерску мајицу. Послије етапе изјавио је да је осјетио велико олакшање послије три године кад је схватио да је могуће да може да побјеђује. На петој етапи, група је возила на темпо и на последњем успону на челу су остала четири возача, одакле је Бушар напао у последњих 500 метара, пратили су га Јоргенсон и Вансевенант, а затим је Јоргенсон напао спринтајући и стекао малу предност, али га је Вансевенант обишао и побиједио на етапи. Јоргенсон је за друго мјесто узео шест секунди бонификације и освојио је трку секунду испред Вансевенанта, што му је била прва освојена трка у каријери, а такође је освојио класификацију по поенима и за најбољег младог возача. Сезону је наставио на Омлоп хет Нијувсбладу, гдје је Дилан ван Барле напао на 28 km до циља и остварио је соло побједу, док је Јоргенсон завршио у групи која је дошла на циљ 20 секунди иза, на 18 мјесту у спринту. Дан касније возио је Кирн—Брисел—Кирн. Након што су бјегунци достигнути, возачи тима Јумбо—визма су возили на чело групе и три њихова возача су стекла предност на 83 km до циља. Њима су се придружила још три возача, док је Јоргенсон остао у другој групи, а затим отпао од ње и завршио је скоро осам минута иза Тиша Бенота.
Почетком марта возио је Париз—Ницу, гдје је тим Мовистар екипни хронометар на трећој етапи завршио на 12 мјесту, 50 секунди иза тима Јумбо—визма. На четвртој етапи, Вингегор је напао на 4,2 km до циља, што је пратио само Погачар. Њих двојица су успорили јер нису хтјели да раде заједно, након чега их је достигао Году и отишао од њих. У групи иза су радили Јоргенсон, Сајмон Јејтс, Данијел Мартинез, Ромен Барде и Јон Изагире и завршили су 51 секунду иза Погачара, који је нападом у финишу остварио побједу. На седмој етапи, Крис Харпер је напао на последњем успону, на 6,4 km до циља, Вингегор је предводио групу која је стигла до њега, након чега је напао Погачар. У другој групи су радили Јоргенсон, Году, Вингегор и Барде, али је Јоргенсон отпао након што су напали Вингегор и Году, а затим га је престигао и Сајмон Јејтс; до краја је радио са Павелом Сиваковим и етапу је завршио на деветом мјесту, 38 секунди иза Погачара, а у генералном пласману је остао на осмом мјесту, два и по минута иза Погачара. На последњој, осмој етапи, Погачар је напао на око 20 km до циља, што нико није могао да прати. У групи иза су радили Јејтс, Јоргенсон, Году и Вингегор, који су дошли на циљ 33 секунде иза, а у спринту је завршио на последњем мјесту и трку је завршио на осмом мјесту у генералном пласману, три минута и 19 секунди иза Погачара, као и двије секунде иза Паулеса који је завршио на седмом мјесту. Десет дана касније возио је Е3 Саксо банк класик, гдје је Ван дер Пул напао на успону Таленберг, на 80 km до циља, што је одмах пратио Ван Арт, а затим су им се придружили Погачар, Натан ван Хојдонк, Матеј Мохорич и Серен Краг Андерсен, док је Јоргенсон остао у групи иза. Групе су се спојиле, након чега је Ван дер Пул напао на успону Патеберг, на око 40  до циља, што је пратио Погачар, а затим их је достигао Ван Арт. Јоргенсон је првобитно отпао од друге групе, али је успио да се врати у њу, а у групи је био његов сувозач Кортина и још седам возача и имали су преко минут заостатка на 25 km до циља. У финишу су смањили заостатак, Јоргенсон је напао на 1,6 km до циља и завршио је на четвртом мјесту, 33 секунде иза прве тројице, гдје је Ван Арт побиједио у спринту. Дана 2. априла возио је Ронде ван Фландерен по први пут у каријери. На око 110 km до циља Педерсен је напао и одвојила се група од седам возача који су кренули у потјеру за бјегунцима. Јоргенсон је напао на 94 km до циља, што је пратио Беноа Коснефроа, достигли су групу испред а затим су достигли и бјегунце, од којих је већина возача отпала и стекли су минут предности испред главне групе. Коснефроа, Хонатан Нарваез и други возачи су отпали из бијега, док је Педерсен напао на 30  до циља и стекао предност. Погачар и Ван дер Пул су достигли преостале бјегунце на 23 km до циља, возили су заједно неко вријеме, а на 18 km до циља, на последњем прелазу преко успона Ауде кваремонт, Погачар је напао, што су првобитно пратили Ван дер Пул и Асгрен, али су и они отпали. Јоргенсон није могао да прати ни друге возаче, али се по равном вратио у групу у којој је било још пет возача, достигли су Педерсена и возили заједно до циља. Педерсен је почео да спринта на 300 метара до циља, Јоргенсон није спринтао и завршио је на деветом мјесту, минут и 19 секунди иза Погачара и седам секунди иза групе у којој је био, а коју је одспринтао Педерсен. То је било први пут у каријери да је неки монументални класик завршио у првих десет.
Крајем априла возио је Тур де Романди, гдје је био лидер тима. Пролог на отварању завршио је на 33 мјесту, 19 секунди иза Јозефа Чернија, а након двије етапе које су завршене групним спринтом, хронометар на трећој етапи завршио је на другом мјесту, пет секунди иза Ајуса и дошао је на друго мјесто у генералном пласману, 18 секунди иза Ајуса. На четвртој етапи је носио бијелу мајицу за Ајуса који је био лидер класификације за најбољег младог возача. Тимови Групама—ФДЈ и ДСМ су радили на темпо на последњем успону, Ајусо је отпао на 8  до циља и Јоргенсон је био виртуелни лидер трке. Барде је напао први, на 6,7  до циља, након чега су нападали Еди Данбар и Сајмон Кер, али нису могли да се одвоје. Адам Јејтс је напао на 4,3 km до циља, што нико није могао да прати, Јоргенсон је предводио потјеру за њим и у групи је остало шест возача. Пино је напао на 2,5  до циља, што је одмах пратио Макс Пул, Барде је отпао а Јоргенсон је наставио да вози на темпо и са остатком групе је стигао до Пиноа и Пула, док је предност коју је имао Адам Јејтс пала на седам секунди. Пино је поново напао на 2 km до циља, што нико није пратио и стекао је предност од десет секунди. Дамијано Карузо је напао у финишу и завршио на трећем мјесту, док је Јоргенсон завршио на четвртом, 21 секунду иза Јејтса и у генералном пласману је остао на другом мјесту, али је преузео бијелу мајицу 19 секунди испред Пула. На посљедњој етапи су вожена два успона, од којих је други вожен на 50 km до циља. На циљ је стигла велика група, у спринту је завршио на 20 мјесту и трку је завршио на другом мјесту у генералном пласману, 19 секунди иза Јејтса, уз освојену класификацију за најбољег младог возача. У јуну је возио Критеријум ди Дофине, заједно са Масом, а дошао је са амбицијом да се бори за висок пласман. На другој етапи је пао два пута, наставио је и завршио је у истом времену као група која је дошла на циљ, након чега је хронометар на четвртој етапи завршио на 18 мјесту, минут и по иза Микела Бјерга и дошао је на 13 мјесто у генералном пласману. Послије етапе је изјавио да због посљедица падова није могао да иде брзо колико је хтио, да сматра да не може да се бори у планинама и да ће радити за Маса. На петој етапи, Карапаз је напао на 17 km до циља, што су пратили Алафилип и Вингегор, док је Јоргенсон отпао од главне групе и завршио је десет минута иза Вингегора. На шестој етапи је отишао у бијег на почетку, заједно са још 17 возача, стекли су 25 секунди предности, али је тим Јумбо—визма радио на темпо јер је у бијегу био Фред Рајт и достигнути су. На око 100 km до циља се одвојила група од 14 возача у којој је поново био Јоргенсон и стекли су три минута предности. Након што су почели напади, отпао је на 25 km до циља, а затим је отпао и од главне групе када га је достигла и завршио је шест и по минута иза Цимермана који је побиједио из бијега. На последње двије етапе је радио за Маса, а затим отпадао од групе и трку је завршио на 63 мјесту у генералном пласману, преко сат времена иза Вингегора. Послије трке био је срећан што је завршио и фокусирао се на опоравак од падова како би био спреман за Тур де Франс.
У јулу је возио Тур де Франс, гдје је било планирано да ради за Маса, да буде последњи возач који остаје уз њега на успонима, али је такође добио слободну улогу како би могао да се бори за етапне побједе. Већ прије почетка трке у медијима се појавила вијест да ће напустити Мовистар и прећи у Јумбо—визму или Инеос гренадирс. На првој етапи је изгубио два и по минута, а Мас је пао са Карапазом и морао је да напусти трку. На петој етапи је био у бијегу, заједно са још 35 возача, међу којима је био његов сувозач Грегор Милбергер. Након пролазног циља одвојили су се Виктор Кампенартс, Ван Арт и Педерсен и стекли су преко минут предности на 90 km до циља, али су достигнути 2,5 km до врха успона Кол де Суде. До врха успона остало је 17 возача у првој групи, након чега је Кристс Нејландс напао на успону треће категорије Кол д’Ишере, стекао је 20 секунди предности а затим су за њим кренули Ван Арт и Алафилип. Достигнути су на успону Кол де Мари бланк, гдје су Клемент Берте и Орелин Паре Пентре радили на челу за Гала и већина возача је отпала из бијега, укључујући и Јоргенсона. Достигли су га возачи који су нападали из главне групе и завршио је на 22 мјесту, два минута иза Хиндлија који је побиједио из бијега. У бијег је отишао поново на деветој етапи, заједно са још 13 возача, одакле је напао на око 47 km до циља и стекао је предност од минут испред прве групе пратилаца на почетку успона Пиј де Дом, док је друга група и којој је био Вудс заостајала минут и 45 секунди. Он је повећао предност на минут и 20 секунди испред Мохорича, Биргодоа и Паулеса, а затим је Мохорич напао и кренуо у потјеру за њим; из друге групе је напао Вудс, престигао већину других возача и приближио се Мохоричу. Његова предност је пала на 45 секунди на 2,5  до циља, а након што је Вудс престигао Мохорича, имао је 20 секунди предности на километар до циља. Вудс га је достигао на 500 метара до циља и одмах је отишао од њега, а на 200 метара до циља престигли су га Латур и Мохорич и завршио је на четвртом мјесту, 36 секунди иза Вудса. Након етапе је изјавио да је на почетку успона престао да му ради радио и да је био у потпуној тишини неколико километара јер навијачима није било дозвољено да буду поред пута у последња четири километра. Истакао је да није знао колика је разлика, да му је моториста показао да има предност од 35 секунди на километар до циља и да се мало уплашио када је Вудс прошао поред њега јер му опште није чуо звук ланца како се приближава. Добио је награду за најагресивнијег возача на етапи. У бијег је поново отишао на етапи 12, заједно са још 14 возача, а бијег је оформљен тек на 85 km до циља. Ван дер Пул и Андреј Амадор су напали на 50 km до циља, након чега је Ван дер Пул наставио сам, а Јоргенсон и Пино су кренули из групе за њим на спусту. Група се спојила, након чега је Јон Изагире напао на 2,4 km до врха последњег успона, који је био на 30  до циља, што нико није пратио. Возачи у групи иза нису радили сложно, Јоргенсон је напао на 5  до циља, што је пратио Биргодо и одвојили су се од осталих. На циљу га је Биргодо одспринтао и завршио је на трећем мјесту, скоро минут иза Изагиреа. Тур је морао да напусти прије почетка хронометра на етапи 16 јер је покидао бутни мишић.
У августу је објављено да је потписао уговор са тимом Јумбо—визма, а почетком септембра возио је класик Мериленд, гдје је Скјелмосе напао на 110 km до циља и издвојила се група од шест возача. Он није могао да прати ни друге возаче и завршио је на 54 мјесту, преко осам минута иза Скјелмосеа. Сезону је наставио на класицима у Канади, гдје је Гран при сајклисте де Квебек завршио на 42 мјесту, осам секунди иза велике групе у којој је Арно де Ли побиједио у спринту. Два дана касније возио је Гран при сајклисте де Монтреал, гдје је отпао рано и завршио је минут и по иза Адама Јејтса.. Крајем септембра возио је Тур де Луксембург, гдје су послије двије равније етапе, на трећој вожени успони. Након што су бјегунци достигнути, Хили је напао на 35 km до циља, што нико није пратио и стекао је предност, која се повећала на 35 секунди на 16 km до циља. Јоргенсон је радио у групи иза заједно са још шест возача, а након што су их скоро достигла још три возача, Макналти је напао, што су први достигли Арчи Рајан и Карапаз, а затим је до њих дошло пет возача, међу којима је био Јоргенсон. По достизању је напао Ирши, на 14 km до циља, што је пратио само Дилан Тунс, а групу у којој је био Јоргенсон достигла је већа група. У последњих 500 метара, Ван Гилс је напао, што су пратили Рајан, Макналти и Јоргенсон, који је завршио на седмом мјесту, последњем у групи, 37 секунди иза Хилија и дошао је на седмо мјесто у генералном пласману. Хронометар на четвртој етапи завршио је на 20 мјесту, минут и пет секунди иза Кампенартса, а изгубио је вријеме и од других возача и пао је на 13 мјесто у генералном пласману. На последњој, петој етапи, отпао је од групе на последњем успону, завршио је 22 секунде иза и трку је завршио на 12 мјесту у генералном пласману, минут и осам секунди иза Иршија. Сезону је наставио на класицима у Италији, гдје је Ђиро дел’Емилију завршио на 19 мјесту, преко минут иза Роглича. Дана 5. октобра возио је Гран Пијемонте, гдје је отпао у финишу и завршио је на 25 мјесту, 29 секунди иза Бађиолија. Два дана касније возио је Ђиро ди Ломбардију, гдје је прије успона Пасо ди Ганда пао заједно са још возача. Адам Јејтс је изашао да ради на темпо на успону, што није могао да прати, отпао је и завршио на 23 мјесту, три минута иза Погачара, који је напао на 30  до циља и остварио соло побједу. Дана 12. октобра стартовао је Тур оф Гуангси трку у Кини, која му је била последња у сезони, као и последња за Мовистар. Послије три етапе које су вожене по равном, циљ четврте био је на успону прве категорије. Милан Вадер је напао у последњем километру, за њим је кренуо Реми Рошас, док је Јоргенсон остао у мањој групи иза и завршио је на осмом мјесту, осам секунди иза Вадера. Последње двије етапе су вожене по равном, завршене су групним спринтом, али је Хејтер на последњој етапи узео укупно седам секунди бонификације и напредовао је за четири мјеста и Јоргенсон је трку завршио на седмом мјесту у генералном пласману, 18 секунди иза Вадера.

### 2024.
Са тимом Јумбо—визма је потписао трогодишњи уговор, до краја 2026. године, а о доласку изјавио је да је хтио да дође у тим гдје може да буде најбоља верзија себе, да му је то био приоритет када је током прољећа тражио тим. Такође је додао да би радије возио за некога ко побјеђује на тркама него да сам завршава на шестом или осмом мјесту. Пред почетак сезоне 2024. јумбо—визма је промијенио назив у Визма—лејз а бајк послије промјене спонзора.
Сезону је почео крајем фебруара, на Омлоп хет Нијувсбладу, гдје је тим Визма—лејз а бајк раздвојио групу јаким темпом на 100 km до циља и у главној групи је остало 30 возача, који су достигли бјегунце. На успону Волвенберг, на 50 km до циља, одвојила се група од седам возача, у којој је био Јоргенсон заједно са сувозачима Лапортом и Ван Артом. На 21 km до циља је напао, у тренутку када је групу достигло још возача, а достигнут је на успону Босберг, након чега је Тратник из тима Визма—лејз а бајк напао на 9 km до циља, што је пратио Полит. Они су стекли 40 секунди предности, а у групи је Јоргенсон био уз Ван Арта који се спремао а за спринт за треће мјесто. Тратник је побиједио нападом у финишу, Ван Арт је одспринтао групу која је дошла на циљ осам секунди иза, а у којој је Јоргенсон завршио на 20 мјесту. Дан касније возио је Кирн—Брисел—Кирн, гдје је Ван Арт напао на 85 km до циља, што су пратили само Веленс и Ојер Лазкано. Јоргенсон није доприносио раду у групи, у финишу је отпао од ње и завршио је скоро два минута иза Ван Арта који је побиједио у спринту. Послије трка, на друштвеној мрежи Instagram објавио је дјелове нотеса у којем је дан раније записивао план, који је био направљен током децембра 2023. али је изјавио да му је био потребан подсјетник. Почетком марта возио је Париз—Ницу, гдје је био лидер тима. Екипни хронометар на трећој етапи тим Визма—лејз а бајк завршио је на четвртом мјесту, 38 секунди иза тима УАЕ тим емирејтс. На четвртој етапи, Сантијаго Буитраго је побиједио из бијега, а Лук Плап је завршио на другом мјесту. Евенепул је напао из главне групе на 300 метара до циља, што су пратили остали возачи, а након што је напао поново на 150 метара до циља пратио га је само Скјелмосе и завршили су двије секунде испред групе од четири возача у којој је завршио Јоргенсон, на последњем мјесту у спринту. Дошао је на осмо мјесто у генералном пласману, 52 секунде иза Плапа који је преузео лидерску мајицу након бијега. На шестој етапи, Роглич је напао на 30  до циља, што је пратио Макналти, а затим су их достигли и остали возачи. Јоргенсон је напао на 29,5 km до циља и стекао је 15 секунди предности до врха успона. Евенепул је напао на спусту, што је пратио Скјелмосе, а затим убрзао и отишао од њега; придружио му се Макналти и заједно су стигли до Јоргенсона. До краја су радили заједно, а у спринту на успону је завршио на трећем мјесту и дошао је на друго мјесто у генералном пласману, 23 секунде иза Макналтија. На седмој етапи, Власов је напао на 4 km до циља, што нико није пратио. Евенепул је затим напао на 1,9  до циља, што су пратили Јоргенсон, Роглич, Скјелмосе и Буитраго, док је лидер Макналти отпао. У финишу је отпао и Буитраго, а Јоргенсон је завршио на петом мјесту, последњем у групи и смањио је заостатак на четири секунде иза Макналтија у генералном пласману. На последњој, осмој етапи, Евенепул је напао на 45,9 km до циља, на шта је први реаговао Скјелмосе, а затим Јоргенсон и Макналти, али су сви достигнути. На 43,6 km до циља поново је напао Евенепул, што су одмах пратили Јоргенсон и Власов, а послије 15 километара стекли су минут предности испред групе. На 10,5 km до циља, Власов је отпао, Јоргенсон и Евенепул су радили заједно до циља, Јоргенсон није хтио да се бори за етапну побједу и завршио је на другом мјесту, а са предношћу коју су направили освојио је трку 30 секунди испред Евенепула, уз освојену класификацију за најбољег младог возача. Послије трке изјавио је да никада није вјеровао да је могуће да је освоји и да је побједа за њега јако посебна. Такође, постао је први амерички побједник Париз—Нице од Флојда Ландиса 2006.
Дана 22. марта возио је Е3 Саксо банк класик, гдје је Ван дер Пул напао на 79,8 km до циља, што у почетку нико није пратио, али га је затим достигао Педерсен, а Јоргенсон је предводио групу до њих радећи за Ван Арта. Педерсен је напао на 70,6 km до циља, а послије три километра за њим су кренули Ван дер Пул и Јоргенсон, након чега их је достигла група. Лазкано је напао на 58,6 km до циља, што су одмах пратили Ван дер Пул и Ван Арт, а затим и отишли од њега. Лазкано је поново напао, а Јоргенсон је радио на челу групе у потјери за њим и достигли су и Ван дер Пула и Ван Арта. На успону Патеберг, на 43,5 km до циља , Ван Арт је пао, а Ван дер Пул је напао, што нико није могао да прати. Ван Арт се вратио до групе, а затим је напао на последњем прелазу преко успона Ауде кваремонт, док је Јоргенсон остао у групи, из које је затим Стојвен напао и достигао Ван Арта. Јоргенсон је наставио да ради са Веленсом и Нарваезом; Веленс је напао пред циљ и завршио на четвртом мјесту, а Јоргенсон је завршио на петом, минут и 50 секунди иза Ван дер Пула. Пет дана касније возио је Дварс дор Фландерен, гдје је Ван Арт пао на 66 km до циља, заједно са другим возачима и морао је да напусти трку. Јоргенсон и Бенот су наставили да раде на челу и одвојила се група од седам возача, а касније их је достигао Џошуа Тарлинг. Они су достигли бјегунце, а на 22 km до циља напао је Бетиол, али је достигнут након што је имао механичких проблема. Послије неколико напада које су пратили други возачи, Јоргенсон је напао на 7  до циља, што нико није пратио, посматрали су се међусобно и стекао је 30 секунди предности на 2 km до циља. Предност је сачувао до краја и побиједио је 30 секунди испред Јонаса Абрахамсена који је побиједио у спринту групе. Послије трке изјавио је да је осјећај невјероватан и да је сезона већ надмашила његове најлуђе снове. Медији су га критиковали због тога што је напао одмах послије пада, на шта је он одговорио: „да ли би онда требало само да бацимо пешкир?“. Ван Арт је због пада морао да пропусти преостале класике и Јоргенсон је био лидер тима на Ронде ван Фландерену, а возили су такође Ван Барле и Бенот. Ван Барле је напао на 97 km до циља и одвојила се група од десет возача, након чега је Ван дер Пул убрзао из главне групе и достигао их, а Јоргенсон је остао да ради у групи. Групе су се спојиле, након чега су напали Педерсен и Ђани Вермерш, а достигнути су на другом прелазу преко успона Ауде кваремонт. По достизању је Ван дер Пул одмах напао, на 55 km до циља, што су у почетку пратили Педерсен и Лазкано али су и они отпали, Јоргенсон је заостајао у групи иза, али су се групе спојиле и достигли су Ван дер Пула послије два километра. На успону Копенберг, на 45 km до циља, Ван дер Пул је изашао на чело групе и убрзао, а возачи су отпадали један по један, Јоргенсон је отпао последњи и до врха успона заостајао је шест секунди иза Ван дер Пула, а имао је 25 секунди предности испред Педерсена. Његов заостатак се повећао на 50 секунди и достигла су га четири возача, након чега није имао снаге да их прати, а затим је отпадао и од других возача који су га достизали и завршио је на 31 мјесту, три и по минута иза Ван дер Пула. Послије трке изјавио је да су му се свијетла угасила, да је остао без снаге након што је пратио Ван дер Пула и да је то била најтежа трка коју је возио у каријери. Прескочио је Париз—Рубе, а из тима су објавили да није спреман 100 посто.
Средином априла возио је Амстел голд рејс, гдје је на 36 km до циља напао Карапаз, што је одмах пратио Ван дер Пул, а затим и остали возачи. На 35 km до циља напао је Ирши, што су пратили Бауке Молема, Роџер Адрија и Мадуа, а затим су их достигли Пидкок, Маури Вансевенант, Пељо Билбао и Бенот. Јоргенсон је остао у другој групи, није радио на челу јер је Бенот био у првој групи. Предност је порасла на 51 секунду али је у финишу смањена и група је завршила 11 секунди иза прве деветорице возача, а Јоргенсон је завршио на 37 мјесту, не учествујући у спринту за већу позицију. Послије скоро два мјесеца паузе, у јуну је возио Критеријум ди Дофине, гдје је био лидер тима заједно са Кусом. Циљ друге етапе био је на успону треће категорије. Група је возила на темпо, а на 7 km до циља је напао Солер, који је брзо достигнут, након чега је Хиндли наставио да вози на челу за Роглича. На 200 метара до циља је достигнут Бруно Армираил који је био у бијегу цијелу етапу, а затим је Корт Нилсен почео да спринта и побиједио је испред Роглича, док је Јоргенсон завршио на трећем мјесту и узео је четири секунде бонификације, захваљујући чему је дошао на треће мјесто у генералном пласману. На трећој етапи, тимови Инеос гренадирс, Визма—лејз а бајк и Бора—ханзгро су радили на темпо, бјегунци су достигнути на 2,6 km до циља, а Дерек Џи је напао на 400 метара до циља, што је пратио Ромен Грегоар и стекли су малу предност. Џи је остао на челу до краја и побиједио је, док је група завршила три секунде иза, а Јоргенсон је завршио на деветом мјесту у спринту и пао је на пето мјесто у генералном пласману, девет секунди иза Џија. Хронометар на четвртој етапи завршио је на четвртом мјесту, минут и седам секунди иза Евенепула и дошао је на треће мјесто у генералном пласману, минут и четири секунде иза Евенепула и 30 секунди иза Роглича. Послије хронометра изјавио је да је задовољан, да се трудио да што мање гледа у податке већ само да вози најбоље што може. Пета етапа је неутралисана на 20 km до циља због великог пада у групи на спусту који је вожен по мокрим и клизавим улицама након што је киша падала. На шестој етапи, Де Плус и Власов су се одвојили од групе на 6 km до циља, а на 3,5  до циља Чиконе је напао, што је пратио Роглич. Јоргенсон је радио на челу групе како би их достигао, али је њихов заостатак брзо порастао на десет секунди. На 400 метара до циља Роглич и Чиконе су достигли Власова и Де Плуса, Роглич је затим напао и побиједио испред Чиконеа и Власова, Џи је напао из групе и завршио на четвртом мјесту, док је Јоргенсон завршио на петом, 17 секунди иза Роглича и у генералном пласману је заостајао 58 секунди иза Роглича, као и 40 секунди иза Евенепула. На седмој етапи, на последњем успону, док је Хиндли радио на челу групе, Евенепул је отпао на 6,7  до циља. Власов је затим узео да ради на челу и на 2 km до циља достигли су Солера, а у последњем километру су напали Буитраго и Лазкано, што су одмах пратили Џи и Јоргенсон, а затим и остали. Лазкано је напао поново на 400 метара до циља, за њим је кренуо Јоргенсон а затим Џи и Роглич, који је напао на 200 метара до циља, што је пратио Јоргенсон али није могао да га обиђе и завршио је на другом мјесту, са истим временом и двије секунде испред Чиконеа, Лазкана и Џија, а након што је Евенепул изгубио два минута, дошао је на друго мјесто у генералном пласману, минут иза Роглича и преузео је бијелу мајицу. Послије етапе изјавио је да је изненадио сам себе и да је прошао тест. На последњој, осмој етапи, Чиконе је напао на 8  до циља, Де Плус је изашао на ради на чело групе на 5 km до циља и он је достигнут. Де Плус је затим појачао темпо и одвојио се од групе, што је одмах пратио Јоргенсон а затим Родригез, док је Роглич заостајао. Достигли су их Џи и Буитраго, а након што је Џи кренуо да вози на темпо, отпали су Буитраго и Де Плус. Јоргенсон је затим преузео да ради на темпо, Џи је отпао на 1,5 km до циља, док је Роглич заостајао преко 30 секунди. Родригез је изашао испред у последњем километру, остао је на челу до краја и побиједио је на етапи, Јоргенсон није спринтао за побједу, завршио је на другом мјесту, 48 секунди испред Роглича и трку је завршио на другом мјесту у генералном пласману, осам секунди иза Роглича, уз освојену класификацију за најбољег младог возача. Послије трке изјавио је да се пробудио ујутру вјерујући да је могуће да побиједи, а да је током етапе дао све од себе и да је пресрећан са резултатом.
У јулу је изабран у састав тима за Тур де Франс, гдје је било планирано да ради за Вингегора, а послије другог мјеста на Критеријуму ди Дофине и пада Вингегора на Вуелти ал Паис Баско, многи медији и навијачи су истакли да би он требало да буде конкурент за генерални пласман. Из тима су објавили да ће моћи да се бори за побједу на Тур де Франсу у будућности, али да ће фокус током прве године бити да ради за Вингегора и да се развија. Прије почетка трке, Боби Јулич и Крис Фрум су изјавили да је Јоргенсон возач кога требају сви да гледају, да може да буде кандидат за подијум, али и за побједу. Тур је по први пут у историји стартовао у Италији, гдје су вожене прве три етапе. На првој етапи, на којој је вожено неколико успона, завршио је на 23 мјесту у спринту, након што је група дошла на циљ пет секунди иза Бардеа и Френка ван дер Брука. На другој етапи је пао али се вратио у групу. При врху успона Коте де Сан Лука, на 10,8  до циља Роглич је отпао, а одмах затим је напао Погачар, што је пратио само Вингегор. Евенепул и Карапаз су радили заједно иза њих и достигли су их у последња два километра, док је Јоргенсон остао у другој групи и завршио је 20 секунди иза. На четвртој етапи вожен је успон Кол ди Галибије, дуг 23 km са просјечним нагибом од 5,1%, а са врха успона вожен је спуст последњих 19 km до циља. Сиваков и Адам Јејтс су радили за Погачара на успону и фаворити су отпадали један по један, прво Сајмон Јејтс, онда Пидкок и Карапаз, а затим и Јоргенсон. Њега су су достигли други возачи и до краја је остао у групи са Галом, Берналом, Адамом Јејтсом и Герентом Томасом. Завршили су скоро три минута иза Погачара, али је надокнадио вријеме испред неколико возача и дошао је на 11 мјесто у генералном пласману. Касније је изјавио да због посљедица пада на другој етапи није могао да вози јако колико је хтио. Хронометар на седмој етапи завршио је на седмом мјесту, 53 секунде иза Евенепула и дошао је на девето мјесто у генералном пласману. На деветој етапи, на којој су вожене секције калдрме, Евенепул и Погачар су нападали више пута, Вингегор је увијек пратио, али није хтио да изађе да ради на темпо због чега их је група достигла и завршили су сви заједно. Јоргенсон је пао на десето мјесто у генералном пласману, секунду иза Џија који је био у бијегу и завршио скоро два минута испред групе. На етапи 11, Погачар је напао на 31,5 km до циља, што нико није пратио. Роглич и Вингегор су радили иза њега, још даље иза њих је био Евенепул, док је Јоргенсон возио на темпо, а на последњем успону није могао да прати темпо других возача и завршио је на 16 мјесту, у групи која је дошла на циљ четири и по минута иза Вингегора и Погачара, због чега је пао на 12 мјесто у генералном пласману. Роглич је због пада напустио трку прије почетка етапе 13, а Ајусо је напустио током етапе 13 због болести и Јоргенсон је дошао на десето мјесто у генералном пласману. На етапи 14, возачи тима УАЕ тим емирејтс су радили на челу групе, а након што је њихов возач Адам Јејтс напао на 7,2 km до циља, Јоргенсон је изашао да ради на чело. Погачар је напао на 4,6 km до циља, за њим су кренули Вингегор, Родригез и Евенепул, док је Јоргенсон отпао, а од њега су затим отишли Чиконе, Буитраго и Гал и завршио је на деветом мјесту, минут и по иза Погачара, заједно са Џијем и Ландом. Остао је на десетом мјесту у генералном пласману, али је Гал смањио заостатак иза њега на 20 секунди. Етапа 15 је била краљевска етапа, циљ је био на успону екстра категорије Плато де Беј, дугом 15,8 km, са просјечним нагибом од 7,9%. Тим Визма—лејз а бајк је радио на чело групе цијелу етапу. Јоргенсон је морао да мијења бицикл на 20 km до циља, узео је свој резервни, за који није могао да нађе тачан мјерач снаге и морао је да вози без њега. Након што је Келдерман завршио са радом и отпао, изашао је на чело групе на 15 km до циља, када је у групи било осам возача, а затим су возачи отпадали и његов темпо су могли да прате само Вингегор, Погачар, Евенепул и Адам Јејтс. Вингегор је напао на 10,5 km до циља, што је пратио само Погачар, док је Јоргенсон успорио, прошли су га и возачи који су били отпали и завршио је на 17 мјесту, девет и по минута иза Погачара, након чега је пао на 12 мјесто у генералном пласману, иза Буитрага и Гала. Послије етапе изјавио је да је поређењем са бројевима које је остварио Вингегор током периода када је он био на челу, вјероватно возио најбољих 10—15 минута у каријери. На етапи 17, Погачар је напао на 5  до циља, што је пратио Вингегор, док је Јоргенсон отпао и завршио је два минута иза, заједно са Галом, Буитрагом и још возача. Остао је на 12 мјесту у генералном пласману, преко три минута иза Буитрага и Гала. На етапи 19 је отишао у бијег заједно са сувозачима Лапортом и Келдерманом, у групи у којој је било укупно 22 возача. Многи возачи нису хтјели да допринесе раду у бијегу, због чега је Келдерман напао на 120 km до циља, што је пратио Паулес, а затим Ван Вилдер и Јоргенсон. Паулес је затим успорио како би сачекао Карапаза да му помогне да дође до прве групе, у којој је остало седам возача, након чега их је достигао Карапаз, а затим и Сајмон Јејтс. Јоргенсон и Келдерман су највише радили на челу и на 75 km до циља у бијегу је остало шест возача. На почетку последњег успона имали су четири минута предности испред групе, Кристијан Родригез је први отпао, а Јоргенсон је напао на 13,5 km до циља. Карапаз и Јејтс су кренули за њим, али нису могли да га прате, након чега је Јејтс напао и отишао од Карапаза, а Јоргенсон је стекао преко 30 секунди предности. На 8,7 km до циља, Погачар је напао из главне групе; достигао је Карапаза на 3,5  до циља, Јејтса на 3 km, а затим и Јоргенсона на 1,9  до циља и отишао од њега. Јоргенсон није покушавао да га прати, возио је на темпо и завршио је на другом мјесту, 21 секунду иза Погачара, али је завршио четири минута испред Буитрага и Чиконеа, као и 12 минута испред Гала и дошао је на девето мјесто у генералном пласману. Послије етапе изјавио је да је разочаран и да мисли да има лош однос са Тур де Франсом јер је толико пута био близу етапне побједе. Истакао је да је план био да он и Келдерман чекају напад Вингегора како би онда радили на темпо за њега, али им је током етапе Вингегор рекао да се боре за побједу. Он је отишао до Келдермана и рекао му да се осјећа добро и да би хтио да се бори за етапу, након чега је Келдерман одмах изашао на чело и возио јако на темпо, о чему је Јоргенсон изјавио да му је захвалан из дубине срца. Погачар је послије етапе изјавио да је морао да спринта јако да би отишао од Јоргенсона, због чега је уништио ноге и није био сигуран хоће ли издржати до краја. Послије етапе, многи навијачи су критиковали Погачара, сматрајући да треба да буде дарежљивији, о чему је Јоргенсон написао: „Нема поклона у овој игри, друго мјесто боли, али баш као и након Пиј де Дома прије 12 мјесеци, запамтићу. Сваки дан када пада киша и имам шест сати тренинга у плану, сваки пут када пожелим да одустанем у последњем минуту Vo2 напора и сваки дан одмора када пожелим да отворим фрижидер и пијем, сјећаћу се Погачара баш као што се сјећам Мајкла Вудса. То је оно што је спорт.“ На етапи 20 је тим Судал—Квик-степ радио на челу, а након што је Ланда изашао на чело у групи је остало седам возача на 8 km до циља. Када се Ланда склонио, Евенепул је напао на 7  до циља, што су пратили само Вингегор и Погачар, али су успорили јер нису хтјели да раде заједно и достигли су их Јоргенсон, Алмеида и Ланда. Алмеида је изашао да ради на чело за Погачара и Јоргенсон је отпао на 6 km до циља. До краја је возио сам на темпо и завршио је на седмом мјесту, минут и по иза Погачара, али преко минут испред Џија и дошао је на осмо мјесто у генералном пласману. Брдски хронометар на последњој, етапи 21, завршио је на четвртом мјесту, два минута иза Погачара и Тур де Франс је завршио на осмом мјесту у генералном пласману, 26 минута иза Погачара. Он је постао најбоље пласирани амерички возач на Туру послије Тиџеја ван Гардерена 2014. а заједно са Дереком Џијем, постали су трећи пар возача из Сједињених Америчких Држава и Канаде који су завршили Тур де Франс у првих десет исте године, послије Грега Лемонда и Стива Бауера 1985. и Кристофера Хорнера и Рајдера Хеседала 2010.
У августу је изабран у тим Сједињених Америчких Држава за друмску трку на Олимпијским играма, заједно са Макналтијем и Шефилдом. На 72 km до циља, на успону Коте де Бевре, Евенепул је напао, али је група пратила, након чега је Евенепул напао поново на успону Коте ди Пав де Гарде, на 67 km до циља, што су пратили Јоргенсон и Бетиол, док је Кинг радио на челу групе и достигли су их. Полит је напао на 57 km до циља, што су пратили Мадуа и још четири возача; Евенепул и Стојвен су предводили групу до њих, али су успорили и они су стекли 25 секунди предности. Њихова предност се повећала на минут, након чега су у групи почели да раде Бенот и Скјелмосе за Белгију и Данску. Ван дер Пул је напао на 46 km до циља, што је одмах пратио Ван Арт, а затим су до њих дошли Јоргенсон, Алафилип и Томс Скујинш. Стекли су 13 секунди предности, али Алафилип није хтио да ради, због чега су и остали возили мало спорије и достигли су их Педерсен, Вилијамс и Макналти, а затим дио возача који су такође напали из главне групе. Евенепул је напао на 38 km до циља, што нико није могао да прати и брзо је достигао групу испред, затим је возио на темпо и отпали су сви осим Мадуа. Ван Барле је радио на темпо за Холандију, а затим је напао Ван дер Пул, што су пратили Ван Арт, Алафилип, Јоргенсон и Педерсен, али су их достигли. Ван дер Пул је напао поново, што није нико одмах пратио, након чега су Лапорт, Педерсен и Јоргенсон кренули у потјеру за њим, а затим су их достигли Алафилип, Ван Арт и Метјуз и стигли су до Ван дер Пула. На 25 km до циља је напао Јоргенсон, што је пратио Лапорт, али није хтио да га мијења и стигли су Хилија који је био испред. Група од пет возача их је достигла у последња два километра и завршио је на деветом мјесту, последњем у групи која је дошла на циљ минут и 16 секунди иза Евенепула, који је побиједио након напада на успону на 15  до циља. Послије трке изјавио је да је имао најбољи осјећај у ногама у каријери на некој једнодневној трци и да му је жао што није освојио медаљу. У септембру је возио класике у Канади. На Гран при сајклисте де Квебеку, напао је на 10,8  до циља, стекао је малу предност, али је Алафилип напао на 3,5  до циља, што је пратио Ван Гилс и достигли су га. Алафилип је одмах напао поново, Ван Гилс га је пратио, а Јоргенсон је наставио да вози са Погачарем, Јеном Беркмурсом и Де Лијем и достигли су их. Погачар је напао на 2,2 km до циља, Јоргенсон је био одмах иза њега, али је почео да заостаје и обишао га је Де Ли како би достигао Погачара, а затим су га обишли Де Лијеви сувозачи Беркмурс и Ван Гилс, који су достигли Погачара, а Јоргенсон је отпао и достигла га је група, која је затим достигла и остале возаче. У спринту је завршио на 35 мјесту, последњем у првој групи, а побиједио је Метјуз. Два дана касније возио је Гран при сајклисте де Монтреал, гдје је Погачар напао на 23 km до циља, што је покушао да прати али је брзо отпао, док је из групе напао Алафилип и достигао га. Имали су седам секунди предности испред групе, која их је достигла, након чега су на 15  до циља напали Алафилип и Алекс Аранбуру, а затим су их достигли Билбао и Барт Лемен. Јоргенсон је остао у мањој групи, која је у финишу достигла Аранбуруа, Алафилипа и Лемена. Група је дошла на циљ 40 секунди иза Погачара, као и 16 секунди иза Билбаоа и завршио је на 12 мјесту. Послије трке изјавио је да је уништио ноге покушавајући да прати Погачара, али да је вриједјело јер сматра да је то начин да се бори за побједу. Дана 29. септембра возио је друмску трку на Свјетском првенству, гдје је био лидер америчког тима, у којем је било максималних осам возача. На 132 km до циља је напао Пабло Кастриљо, на шта су реаговали Словенци, а затим је напало још возача и одвојила се група од десет возача, у којој је био Кевин Вермарке из америчког тима. Достигли су групу од шест бјегунаца и стекли су три минута предности испред главне групе. На 100 km до циља је Погачар напао, што су пратили Квин Симонс из америчког тима и Андреа Бађиоли. Симонс је отпао брзо, након чега је отпао и Бађиоли, док је из бијега успорио Тратник, који је чекао Погачара а затим возио на темпо и брзо су достигли бјегунце и стекли минут предности испред групе. Белгијанци су радили на челу групе и предност је смањена на 35 секунди док су радили Кампенартс и Веленс. Након што су они отпали, предност се поново повећала на 50 секунди, а на челу трке су остали само Погачар и Сиваков. Након што су отпали Бенот и Ван Гилс, није остао нико од Белгијанаца да ради у групи, многи возачи су нападали, али нико није могао да се одвоји и у групи је остало 17 возача. Ван дер Пул је напао на 63 km до циља, а Евенепул се повукао иза како би приморао друге возаче да раде на достизању. Јоргенсон је затим изашао на чело, а након што су достигли Ван дер Пула, одвојили су се Хили, Скујинш и Онли, који су стекли 20 секунди предности. Ван дер Пул је напао поново, што су пратили Вермарке, Јоханесен и Фредерик Вандал, док је Евенепул у групи фрустрирано показивао другима да они раде а затим напао кад нико није хтио да изађе на чело. Пратио га је Јоргенсон, али није ни он хтио да пролази на чело и допринесе раду због чега је Евенепул поново успорио и гестикулирао рукама. Погачар је напао на 51 km до циља и отишао од Сивакова, док је Ван дер Пул напао из своје групе и достигао Онлија, а Евенепул је напао из групе иза, али није могао да се одвоји. Сиваков, Вермарке, Јоханесен и Вандал су отпали, а послије нових напада на успону, Јоргенсон је отпао из групе у којој је остало 12 возача. До краја је возио својим темпом и завршио је на 34 мјесту, последњем у групи која је дошла на циљ шест и по минута иза Погачара. Сезону је наставио на класицима у Италији, гдје је 5. октобра возио Ђиро дел’Емилију. Евенепул је напао на 37 km до циља, на првом прелазу преко успона Сан Лука, Погачар је предводио остале до њега, а затим и сам напао, што је пратио само Јоргенсон али је и он брзо отпао и достигла га је група прије преласка линије циља за крај круга. Флоријан Липовиц и Пидкок су напали у последњем кругу и издвојила се мања група, коју није могао да прати и завршио је на 17 мјесту, два и по минута иза Погачара. Три дана касније возио је Тре вали Варезине, али је трка прекинута послије 57,9 km, због велике кише и поплава. Дана 12. октобра возио је Ђиро ди Ломбардију, али је није завршио, након чега је завршио сезону.
Изабран је међу десет финалиста за награду Вело д’Ор за бициклисту године, а други финалисти су били Погачар, Евенепул, Ван дер Пул, Вингегор, Роглич, Ирши, Тим Мерлије, Бинијам Грмај и Бен о Конор.

## Стил вожње
Тоби Стентон, његов тренер у јуниорском тиму Хот тјубс, изјавио је да је од првих дана када је дошао у тим био талентован хронометраш и брдаш, али да је доста падао. Када је почео професионалну каријеру, доста пажње је посветио тренингу, биљежењу структурираних података са њих, а сваког дана је имао специфичне задатке које треба да уради. Са детаљним записима упоређивао је своје перфомансе и гледао како се његов напредак одвија. Током 2021. истакао је да сматра да је између брдаша и класик возача, што му даје мало универзалности и да је једини начин да открије свој правац тај да проба све и да види у чему је најбољи. На Тур де Франсу 2022. је три етапе завршио у првих пет, а када му је Ијан Босвел честитао преко порука, одговорио је да није задовољан јер је хтио да побиједи, послије чега је Босвел изјавио да је побједник у глави и да неће бити задовољан док не оствари етапну побједу на Тур де Франсу.
Тим Јумбо—визма га је по доласку описао као универзалног возача који може да се надмеће на свим дисциплинама на друму, једнако и на класицима и на етапним тркама. Послије побједе на Париз—Ници 2024. изјавио је да тешко може да се бори за побједу на гранд тур тркама због своје висине, јер му је потребно много више енергије него другим возачима, а након Тур де Франса 2024. који је завршио на осмом мјесту, изјавио је да је промијенио мишљење и да би хтио да проба да се бори за побједу барем једном. Амерички новинар Мајкл Бауман написао је да није знао гдје да га сврста, али да га је након његових наступа на прољећним класицима 2024. сврстао међу класик специјалисте, као возача који је са 1,90 m довољно велики и јак да може да вози по калдрмама, а опет довољно лаган на ногама да вози преко великих успона, а након што је освојио Париз—Ницу исте године, написао је да није сигуран што се освајања Тур де Франса тиче јер сматра да је ипак превисок за велике успоне током три недеље.

## Приватни живот
Изјавио је да је Тур де Франс једина трка за коју је знао и коју је гледао док је био мали. Године 2018. почео је да студира на Универзитету Квест у Британској Колумбији, који је напустио послије годину дана када се преселио у Француску. Поред енглеског, говори и француски језик, који је научио када је почео да вози за тим Шамбери 2019. године. У почетку је само сједио око сувозача током тимских оброка, покушавајући да га само упија, а касније је користио поткасте и апликацију дуолинго како би употпунио знање и научио структуру језика. Након што је 2020. прешао у Мовистар, почео је да учи шпански, а изјавио је да му је учење француског олакшало учење шпанског 30 пута. Током 2023. у Мовистару изјавио је да је сву плату коју је примао од јануара до јуна потрошио на тренинг и опрему, јер је морао сам за себе да организује висински камп за тренинг на успонима, да плаћа соњијера, а затим и да сам спрема храну послије тренинга.
Живи у Ници, а изјавио је да му је Париз—Ница омиљена трка и да би волио да је вози сваке године. Ијан Босвел му је оставио свој аутомобил након што се из Нице вратио у Сједињене Америчке Државе по завршетку каријере.

## Резултати на тркама

### Резултати на гранд тур тркама
| Гранд тур трке  | 2020. | 2021. | 2022. | 2023. | 2024. |
| --------------- | ----- | ----- | ----- | ----- | ----- |
| Ђиро д’Италија  | —     | 98    | —     | —     | —     |
| Тур де Франс    | —     | —     | 20    |       | 8     |
| Вуелта а Еспања | —     | —     | —     | —     | —     |

### Резултати на главним етапним тркама
| Етапне трке          | 2020. | 2021. | 2022. | 2023. | 2024. |
| -------------------- | ----- | ----- | ----- | ----- | ----- |
| Париз—Ница           | —     | 8     |       | 8     | 1     |
| Тирено—Адријатико    | 46    | —     | —     | —     | —     |
| Вуелта а Каталуња    |       | —     | —     | —     | —     |
| Вуелта ал Паис Баско | —     | —     | —     | —     |       |
| Тур де Романди       | —     | —     | 2     | —     |       |
| Критеријум ди Дофине | —     | —     | 13    | 63    | 2     |
| Тур де Свис          |       | —     | —     | —     | —     |

### Резултати на класицима
| Монументални класици           | 2020. | 2021. | 2022. | 2023. | 2024. |
| ------------------------------ | ----- | ----- | ----- | ----- | ----- |
| Милано—Санремо                 | 17    | —     | —     | —     | —     |
| Ронде ван Фландерен            | —     | —     | —     | 9     | 31    |
| Париз—Рубе                     |       | 65    | —     | —     | —     |
| Лијеж—Бастоњ—Лијеж             | 45    | 56    | —     | —     | —     |
| Ђиро ди Ломбардија             | —     | —     | —     | 23    |       |
| Остали класици                 | 2020. | 2021. | 2022. | 2023. | 2024. |
| Кадел Еванс рејс               | —     | —     | —     | —     | —     |
| Омлоп хет Нијувсблад           |       | —     | —     | 18    | 29    |
| Страде Бјанке                  |       | —     | —     | —     | —     |
| Класик Бриж—Де Пане            | —     | —     | —     | —     | —     |
| Е3 Саксо банк                  |       | —     | —     | 4     | 5     |
| Гент—Вевелгем                  | —     | —     | —     | —     | —     |
| Дварс дор Фландерен            |       | —     | —     | —     | 1     |
| Амстел голд рејс               |       | —     | —     | —     | 37    |
| Флеш Валон                     | 32    | 91    | 12    | —     | —     |
| Ешборн—Франкфурт               | —     | —     | —     | —     | —     |
| Класика де Сан Себастијан      |       | 65    | —     | —     | —     |
| Хамбург сајкласик              | —     | —     | —     | —     | —     |
| Бретање класик                 | —     | —     | —     | —     | —     |
| Гран при сајклисте де Квебек   |       |       | —     | 42    | 35    |
| Гран при сајклисте де Монтреал | —     | 24    | 12    |       |       |
| Кирн—Брисел—Кирн               | 23    | —     | —     | 65    | 66    |
| Мериленд сајклинг класик       | —     | —     | —     | 54    | —     |
| Гран Пијемонте                 | 75    | —     | —     | 25    | —     |
| Копа Сабатини                  | —     | —     |       | —     | —     |
| Ђиро дел’Емилија               | —     | —     |       | 19    | 17    |
| Тре вали Варезине              |       | —     | 95    | —     |       |

### Резултати на Олимпијским играма
| Олимпијске игре     | 2020. | 2024. |
| ------------------- | ----- | ----- |
| Друмска трка        | —     | 9     |
| Вожња на хронометар | —     | —     |

### Резултати на Свјетском првенству
| Свјетско првенство у друмској вожњи | 2020. | 2021. | 2022. | 2023. | 2024. |
| ----------------------------------- | ----- | ----- | ----- | ----- | ----- |
| Друмска трка                        | —     |       | —     | —     | 34    |
| Вожња на хронометар                 | —     | —     | —     | —     | —     |

### Резултати на националном првенству
| Првенство САД       | 2020. | 2021. | 2022. | 2023. | 2024. |
| ------------------- | ----- | ----- | ----- | ----- | ----- |
| Друмска трка        | —     | —     | —     | —     | —     |
| Вожња на хронометар | —     | —     | —     | —     | —     |

| — | Није учествовао |
|   | Није завршио    |
|   | Није одржано    |
|   | Нема резултата  |